# Texas-Turm
Texas-Türme waren zum Luftwarnsystem der USA gehörende dreieckige künstliche Inseln. Sie wurden Ende der 1950er Jahre im Schelfbereich der Ostküste errichtet. Die Konstruktion auf drei Säulen basierte auf Öl-Bohrinseln, wie sie auch vor der Küste von Texas zum Einsatz kamen, wovon sich der Name ableitet. Ursprünglich waren fünf Texas-Türme geplant, jedoch wurden nur die drei Türme mit den Nummern 2, 3 und 4 errichtet. Nach dem Untergang des Texas-Turms Nr. 4 im Januar 1961, bei dem 28 Menschen ums Leben kamen, wurde 1963 auch der Betrieb der beiden anderen Texas-Türme beendet.

## Motivation und Aufbau
In den frühen 1950er Jahren, zu Zeiten des Kalten Krieges, bestand in den USA die Befürchtung, dass die bestehende, an der Ostküste der USA ausschließlich landbasierte Radarüberwachung wegen zu kurzer Vorwarnzeiten unzureichend war. Eine Untersuchung aus dem Jahr 1952 am Lincoln Laboratory des Massachusetts Institute of Technology (MIT) kam zu dem Schluss, dass eine Erweiterung der Vorwarnzeit vor feindlichen Angriffen um ca. eine halbe Stunde durch der Küste vorgelagerte Plattformen mit darauf montierten Radaranlagen erreicht werden könnte.
Jeder der drei realisierten Texas-Türme bestand im Aufbau aus einer annähernd dreieckförmigen Plattform montiert auf drei Pfeilern. Die Pfeiler dienten neben der Verankerung auch als Treibstofflager für die Stromerzeugungsaggregate. Jede Plattform hatte neben einem Hubschrauberlandeplatz für die Versorgung der Plattform und den Mannschaftstransport eine Radaranlage vom Typ AN/FPS-20 als Suchradar und zwei Höhenradarsysteme vom Typ AN/FPS-6. Die Radarantennen waren, zum Schutz vor Witterungseinflüssen, in drei Antennenkuppeln (Radom) mit ca. 20 m Durchmesser untergebracht. Die Datenverbindung mit dem Festland wurde mittels Troposcattern als Richtfunkstrecke realisiert.

## Anlagen
| Bezeichnung   | Standort                                           | Betrieb bis      | Bild                                                                 |
| ------------- | -------------------------------------------------- | ---------------- | -------------------------------------------------------------------- |
| Texas Tower 1 | Küste vor New Hampshire 42° 53′ 0″ N, 68° 57′ 0″ W | Nicht gebaut     |                                                                      |
| Texas Tower 2 | Küste vor Cape Cod 41° 45′ 0″ N, 67° 46′ 0″ W      | 1963 abgerissen  | Vor den drei Radarkuppeln sind die Troposcatter-Antennen zu erkennen |
| Texas Tower 3 | Nantucket Shoals 40° 45′ 0″ N, 69° 19′ 0″ W        | 1963 abgerissen  | Blickrichtung auf die Landeplattform für Hubschrauber                |
| Texas Tower 4 | Küste vor Long Island 39° 48′ 0″ N, 72° 40′ 0″ W   | 1961 eingestürzt |                                                                      |
| Texas Tower 5 | Küste vor Nova Scotia 42° 47′ 0″ N, 65° 37′ 0″ W   | Nicht gebaut     |                                                                      |